# Cyphellaceae
Cyphellaceae es una familia perteneciente al orden Agaricales. Está dividido en 18 géneros.

## Géneros
- Asterocyphella
- Campanophyllum
- Catilla
- Cheimonophyllum
- Cunninghammyces
- Cyphella
- Gloeocorticium
- Gloeostereum
- Granulobasidium
- Hyphoradulum
- Incrustocalyptella
- Phaeoporotheleum
- Seticyphella
- Sphaerobasidioscypha
- Thujacorticium